# Radclyffe Hall

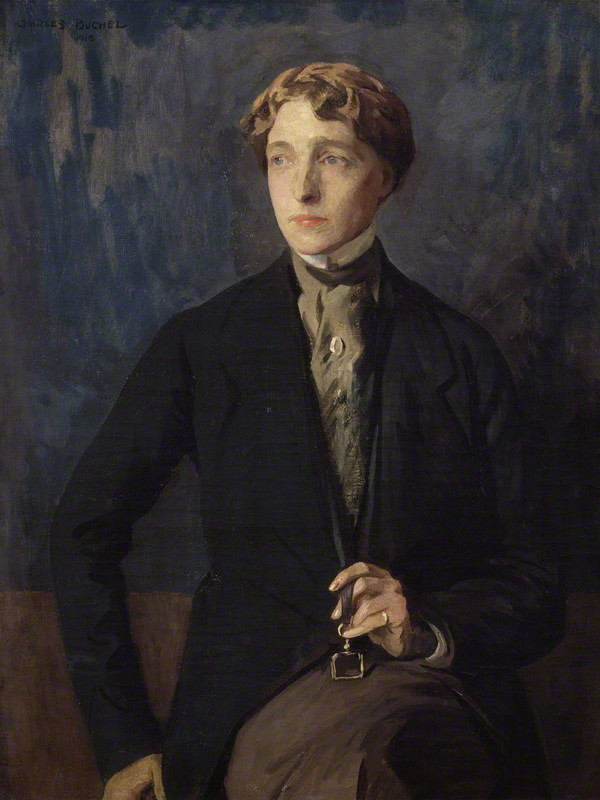
Portret van Radclyffe Hall (1918)

De Engelse Marguerite 'John' Radclyffe Hall (Bournemouth, 12 augustus 1880 – Londen, 7 oktober 1943) was een openlijk lesbische schrijfster. Haar bekendste werk is The Well of Loneliness (1928), dat wel als de eerste lesbische roman wordt beschouwd. Radclyffe Hall was tijdens haar leven bekend vanwege haar controversiële levensstijl en voor latere generaties lesbiennes zowel een held als een omstreden rolmodel.

## Biografie
Marguerite Radclyffe Hall werd geboren in Bournemouth in Engeland als de enige dochter van Radclyffe Radclyffe Hall en Marie Sager. Haar ouders kwamen beiden uit vermogende families, maar hadden ondanks hun rijkdom een slecht huwelijk. Zij scheidden toen Marguerite nog heel jong was. Haar moeder hertrouwde en liet de opvoeding van haar kind aan nanny's over. Haar vader zag ze na de scheiding nauwelijks meer. Marguerite bracht haar jeugd eenzaam en teruggetrokken door.
Toen Radclyffe Radclyffe Hall in 1898 overleed was zijn dochter Marguerite de enige erfgenaam van een groot familiekapitaal, waardoor ze een zeker en financieel onafhankelijk bestaan kon leiden. Op haar eenentwintigste verliet ze haar ouderlijk huis en vaderland om zes jaar lang door de Verenigde Staten en Europa te zwerven. In deze jaren ontdekte ze haar seksuele voorkeur en ontwikkelde een mannelijke stijl: ze begon sigaren te roken, kleedde zich in herenkostuums, liet zich voortaan Radclyffe noemen en onderhield verschillende minnaressen. (Later zou deze stijl stereotypisch 'butch' worden genoemd, in tegenstelling tot de vrouwelijke tegenhanger 'femme'.)
In 1907 ontmoette ze haar eerste grote liefde, de drieëntwintig jaar oudere componiste en mezzosopraan Mabel Batten (1858-1916). Mabel was getrouwd met George Batten, die privésecretaris was van de Britse onderkoning in India. Toen hij overleed gingen Radclyffe en Mabel samenwonen en maakten geen geheim van hun relatie. Radclyffe werd door Mabel liefkozend John genoemd en die naam zou ze haar leven lang blijven gebruiken.
Nadat Mabel in 1916 was overleden ging Radclyffe haar leven delen met de kunstenares Una Troubridge (1887-1963), een nichtje van Mabel, toen nog getrouwd met de hooggeplaatste legerofficier Ernest Troubridge. Radclyffe en Una bleven samen tot Radclyffe in 1943 aan kanker overleed. Una zorgde ervoor dat Radclyffe naast Mabel Batten op Highgate Cemetery in Londen werd begraven.

## Werk
Radclyffe Hall was 26 toen ze haar eerste dichtbundel Twixt Earth and Stars (1906) publiceerde, maar maakte aanvankelijk niet serieus werk van een schrijverscarrière. Onder invloed van de culturele kringen waar ze door haar minnaressen in verkeerde en aangespoord door Mabel, die haar van luiheid betichtte, ging ze regelmatiger schrijven.
In 1924 verscheen haar debuutroman The Forge en daarna nam haar carrière een grote vlucht. Ze publiceerde in korte tijd nog drie romans (The Unlit Lamp – 1924, A Saturday Life – 1925 en Adam’s Breed – 1926), die allemaal op goede kritieken konden rekenen. Voor Adam’s Breed ontving ze zowel de Prix Femina Vie Heureuse als de James Tait Black Memorial Prize. Alleen E.M. Forster’s roman A Passage to India (1924) viel ook ooit de eer te beurt met beide prijzen te worden bekroond.
Hoewel Radclyffe en Una heel open waren over de aard van hun relatie, werd Hall in 1928 pas echt een icoon van de lesbische levensstijl. In dat jaar verscheen haar deels autobiografische roman The Well of Loneliness. Het boek gaat over Stephen, een jonge lesbische vrouw die door haar vader als jongen werd opgevoed en door haar moeder afgewezen. Ze bevindt zich op de 'eenzaamste plek ter wereld', namelijk 'het land dat tussen beide seksen in ligt'. Haar 'seksuele inversie', in termen van het medische jargon van die tijd, wordt door haar omgeving met onbegrip en afkeer ontvangen.
Het boek veroorzaakte een schandaal, wat de schrijfster overigens wel had zien aankomen. Ze had haar roman bedoeld als pleidooi voor acceptatie van de lesbische levensstijl en zo werd het ook ontvangen. Ondanks de afwezigheid van grafische beschrijvingen werd het boek als obsceen beschouwd en als een morele bedreiging voor de samenleving. De staat spande een proces aan op basis van de 'Obscene Publications Act' uit 1861 om het boek uit de handel te krijgen. De publieke steun van vooraanstaande intellectuelen als E.M. Forster (1879-1970) en Virginia Woolf (1882-1942) kon niet verhinderen dat het boek werd verboden. The Well of Loneliness kon echter wel buiten Engeland uitgegeven worden. Al in september 1928 verscheen een Engelse uitgave in Parijs. Het boek werd een groot succes: er werden meer dan een miljoen exemplaren van verkocht en het werd in elf talen vertaald.
Radclyffe Hall zou daarna nog drie romans publiceren, maar ze zou het (schandaal)succes van The Well of Loneliness nooit meer evenaren. De populariteit van de schrijfster en de bekendheid die het boek tot op de dag van vandaag heeft, hangt sterk samen met het feit dat het als een pioniersroman wordt beschouwd en is eigenlijk niet echt op de kwaliteit van het proza terug te voeren. Virginia Woolf zou hebben gezegd dat The Well of Loneliness zo saai is dat het nauwelijks in staat is de aandacht van de lezer vast te houden.

## Omstreden icoon
Radclyffe Halls pleidooi voor de acceptatie van homoseksualiteit was zowel in haar eigen tijd als voor latere generaties lesbiennes omstreden. Veel van haar tijdgenotes meenden dat Hall hen bepaald geen dienst had bewezen door zo openlijk te pleiten voor de lesbische levensstijl. Voor die tijd was homoseksualiteit onder vrouwen een mogelijkheid die grotendeels werd genegeerd. Door de aandacht die Radclyffe erop vestigde, werd de 'romantische vriendschap' tussen vrouwen een probleem en dit maakte het leven voor veel lesbiennes veel moeilijker.
Vooral latere generaties lesbiennes hebben Radclyffe Hall verweten dat zij het gedachtegoed van seksuologen als Havelock Ellis (1859-1939), Krafft-Ebing (1840-1902) en Hirschfeld (1868-1935) omarmde; ze had Havelock Ellis zelfs gevraagd het voorwoord bij The Well of Loneliness te schrijven. Deze wetenschappers beschouwden lesbianisme als een 'seksuele inversie', een afwijking en koppelden het aan mannelijkheid. Die visie zou later als beledigend worden ervaren en uit de gratie raken, samen met de roman die van dat denkbeeld uitging. De laatste decennia is bovendien haar butch-uiterlijk een bron van ongenoegen geworden, waardoor ze van een positief in een omstreden rolmodel veranderde.
Tot slot maakte Halls politieke sympathieën haar minder aantrekkelijk als lichtend voorbeeld. Ze zou er fascistische en antisemitische denkbeelden op na hebben gehouden. Daar wilde de vrouwenbeweging zich liever niet mee geassocieerd zien.
Niettemin is The Well of Loneliness een klassieker en een baanbrekend boek dat als zodanig gewaardeerd moet worden. Radclyffe’s reputatie mag dan twijfelachtig zijn, maar haar moet worden nagegeven dat ze de acceptatie van homoseksualiteit bepleitte. Dat wordt tegenwoordig normaal gevonden (hoewel niet door iedereen en lang niet overal), maar in Halls tijd was dat ondenkbaar. Haar financiële onafhankelijkheid maakte haar in zekere zin onkwetsbaar, waardoor ze het risico wel kon lopen, maar er was toch moed voor nodig om zich op die manier buiten de maatschappij te plaatsen.

### Romans
- 1924 The Forge
- 1924 The Unlit Lamp
- 1925 A Saturday Life
- 1926 Adam's Breed
- 1928 The Well of Loneliness
- 1932 The Master of the House
- 1934 Miss Ogilvy Finds Herself
- 1936 The Sixth Beatitude

### Poëzie
- 1906 Twixt Earth And Stars
- 1910 Poems Of The Past & Present
- 1913 Songs Of Three Counties And Other Poems
- 1915 The Forgotten Island
- 1948 Rhymes and Rhythms